# Longicyatholaimus trichocauda
Longicyatholaimus trichocauda är en rundmaskart som beskrevs av Gerlach 1955. Longicyatholaimus trichocauda ingår i släktet Longicyatholaimus och familjen Cyatholaimidae. Inga underarter finns listade i Catalogue of Life.